# Дело «Кировлеса»
Дело «Кировлеса» — уголовный процесс по обвинению общественного и политического деятеля Алексея Навального и предпринимателя Петра Офицерова в хищении имущества государственного предприятия «Кировлес» в период, когда Навальный работал советником губернатора Кировской области Никиты Белых.
18 июля 2013 года Ленинский районный суд Кирова признал Навального и Офицерова виновными и приговорил к пяти и четырём годам лишения свободы соответственно. 16 октября 2013 года Кировский областной суд заменил лишение свободы на условный срок.
23 февраля 2016 года Европейский суд по правам человека опубликовал решение, в котором признал, что во время рассмотрения дела «Кировлеса» в 2013 году были нарушены права Навального и Офицерова на справедливое разбирательство и на наказание исключительно на основании закона. Суд установил, что Навального и Офицерова судили за деяния, которые невозможно отличить от обычной предпринимательской деятельности, и присудил им по 8 тыс. евро в качестве возмещения морального вреда и около 71 тыс. евро компенсации судебных расходов. При этом ЕСПЧ не признал дело политически мотивированным. После этого Верховный суд РФ назначил пересмотр дела. 8 февраля 2017 года Ленинский районный суд Кирова повторно приговорил Навального и Офицерова к 5 и 4 годам заключения условно. Диссернет провёл анализ нового приговора и пришёл к выводу, что на 56 из 57 страниц присутствуют заимствования из приговора, вынесенного в 2013 году.
Многие СМИ, а также общественные деятели, политики и политологи в России и за рубежом считают дело «Кировлеса» политически мотивированным, рассматривая его как подавление властью оппозиции. Так, представитель правительства Германии назвал его «показательным процессом» и заявил, что в результате Навальный стал политиком федерального масштаба. Дело имело большой общественный резонанс, вызвало критику российской судебной системы и акции протеста.

## Обстоятельства дела

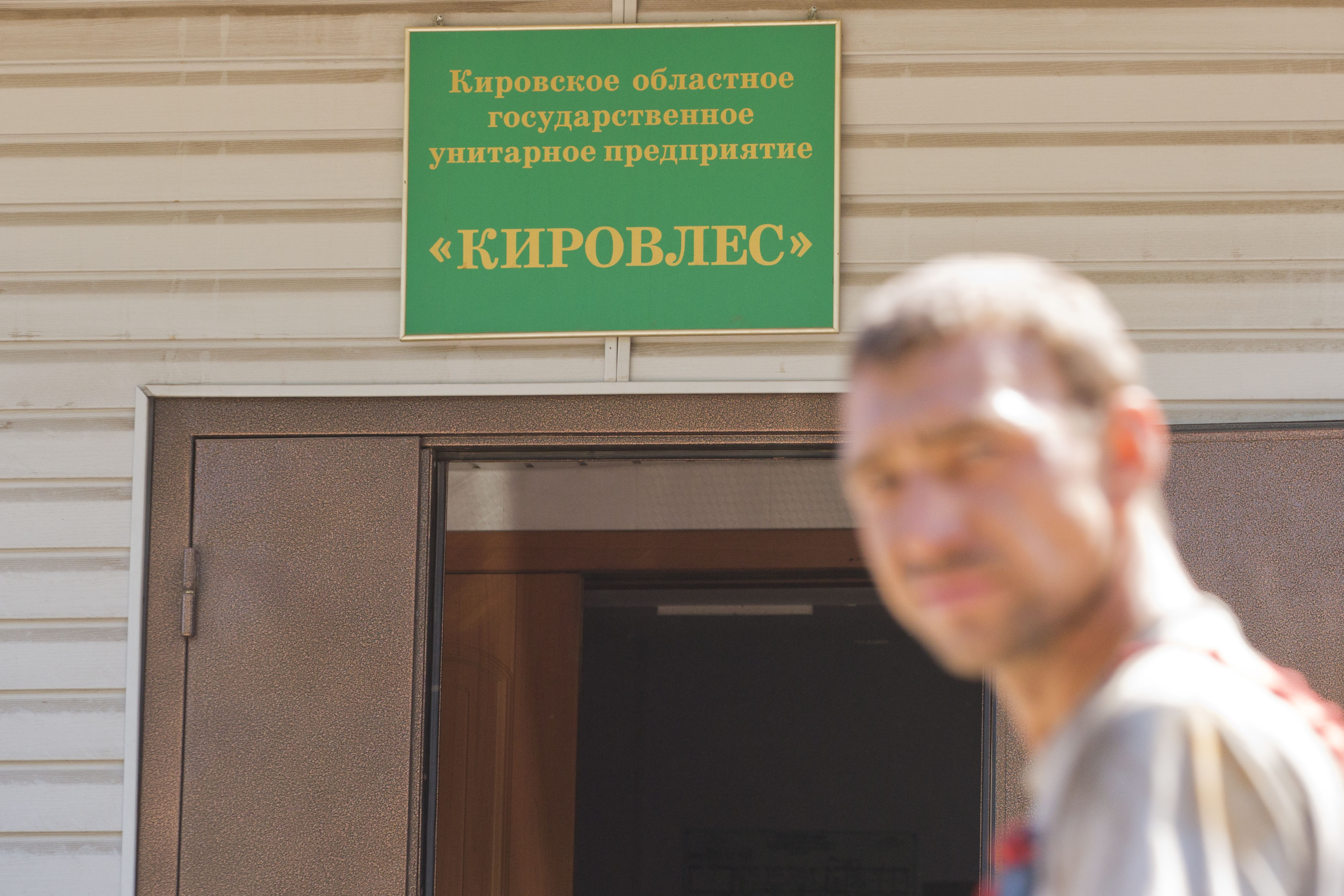
Вывеска на старом офисе КОГУП «Кировлес» в Кирове

18 декабря 2008 года решением законодательного собрания Кировской области Никита Белых был наделён полномочиями губернатора Кировской области. После этого он пригласил своего знакомого Алексея Навального на должность советника губернатора на общественных началах.
18 марта 2009 года знакомый Навального Пётр Офицеров зарегистрировал ООО «Вятская лесная компания» («ВЛК»). 15 апреля был заключён договор между «ВЛК» и кировским государственным предприятием «Кировлес». От имени «Кировлеса» договор был подписан его генеральным директором Вячеславом Опалевым. Согласно договору, «Кировлес» обязался поставлять лесопродукцию для «ВЛК». Общий объём поставленной «Кировлесом» лесопродукции контрагентам «ВЛК» составил 10 тысяч кубометров.
В июле 2009 года департамент госсобственности Кировской области, являющийся учредителем «Кировлеса», инициировал проверку деятельности предприятия. Для этого была нанята аудиторская компания «Вятка-Академаудит», которой было поручено провести анализ работы «Кировлеса» за 2008 год и первое полугодие 2009 года. Согласно аудиторскому отчёту, договор между «Кировлесом» и ВЛК был заранее убыточным для «Кировлеса». В итоге департамент госсобственности принял решение о расторжении договора между «Кировлесом» и ВЛК.
В августе 2009 года правоохранительные органы начали проверять возможные факты хищения в «Кировлесе».
В декабре 2012 года вступил в силу приговор Ленинского районного суда, доказавший сам факт хищения по обстоятельствам, рассматривавшимся в деле «Кировлеса». По этому приговору Вячеслав Опалев, генеральный директор КОГУП «Кировлес», признан виновным в совершении преступления, предусмотренного частью 4 статьи 160 Уголовного кодекса РФ.

## Позиции сторон

### Государственного обвинения
Позиция государственного обвинения заключается в том, что фигуранты дела совместными усилиями создали «Вятскую лесную компанию», сыгравшую роль «фирмы-прокладки» между государственным предприятием «Кировлес» и конечными получателями лесопродукции «Кировлеса». При этом «ВЛК» закупала у «Кировлеса» лесопродукцию по очевидно заниженным ценам, которые были значительно ниже среднерыночных, а конечным потребителям продавала уже по рыночным ценам, нанося тем самым ущерб «Кировлесу». Данные действия являлись хищением принадлежавшей «Кировлесу» лесопродукции в особо крупных размерах, совершённым путём растраты. Навальный был организатором преступления, а Офицеров — пособником.
Общий объём похищенного: 10 тысяч кубометров лесопродукции стоимостью 16 млн рублей. Определяя размер похищенного, гособвинение ссылается на постановление Пленума Верховного суда РФ № 51 от 27 декабря 2007 года, которое гласит: «При установлении размера, в котором лицом совершены мошенничество, присвоение или растрата, судам надлежит иметь в виду, что хищение имущества с одновременной заменой его менее ценным квалифицируется как хищение в размере стоимости изъятого имущества».

### Защиты
Позиция защиты сводится к тому, что «ВЛК» являлась обычной фирмой, которая занималась легальной торговлей лесопродукцией. Закупка лесопродукции у «Кировлеса» со стороны «ВЛК» производилась по рыночным ценам. Соответственно Навальный и Офицеров не совершали тех преступлений, которые им инкриминируют.
Следствие по делу использовало неправомерное, расширительное толкование статьи 160 УК РФ («Присвоение или растрата»). В инкриминируемых действиях отсутствуют такие признаки хищения, как противоправность (лесопродукция от «Кировлеса» к «ВЛК» поставлялась по договору), безвозмездность (лесопродукция была оплачена согласно договору), отсутствуют причинение ущерба собственнику и корыстная цель; а отсутствие хотя бы одного из этих признаков в инкриминируемых действиях исключает возможность их квалификации как хищения путём растраты.

## Досудебное расследование
Доследственная проверка по фактам возможного хищения в «Кировлесе» началась в августе 2009 года. Инициатором расследования стал Сергей Карнаухов — тогдашний вице-губернатор Кировской области по безопасности и борьбе с коррупцией.
9 декабря 2010 года материалы проверки были переданы в Следственное управление Следственного комитета РФ по Кировской области. О завершении проверки стало известно в конце января 2011 года. Согласно заявлению помощника руководителя СУ СК России по Кировской области, «Навальный сотрудничал со следствием, давал объективные показания. Состава преступления выявлено не было. В возбуждении уголовного дела отказано». Это постановление было отменено Центральным аппаратом СК РФ, материалы были переданы в СКР по Приволжскому федеральному округу. 3 марта Следственный комитет по Приволжскому федеральному округу также отказал в возбуждении дела в связи с отсутствием в действиях Навального состава преступлений.

### Первое возбуждение дела
В мае 2011 года стало известно, что в отношении Навального было возбуждено уголовное дело по статье 165 УК РФ («причинение имущественного ущерба путём обмана или злоупотребления доверием при отсутствии признаков хищения»). Навального подозревали в «применении тактики и приёмов, которыми пользуются рейдеры при захвате предприятий»: по словам официального представителя Следственного комитета РФ Владимира Маркина, в 2009 году Навальный ввёл в заблуждение директора ГУП «Кировлес» Вячеслава Опалева, склонив его к заключению невыгодного контракта. Навальный представился советником губернатора Кировской области Никиты Белых, хотя на тот момент он уже не являлся таковым, и обещал Опалеву поддержку со стороны властей региона. Сумма нанесённого предприятию ущерба оценивалась в 1,3 млн рублей.
Сам Навальный отверг обвинения, назвав их надуманными, и связал возбуждение дела с размещённой им ранее информацией «о „Транснефти“ и попиленных миллиардах». Он также охарактеризовал «Кировлес» как фактического монополиста в своём регионе, утверждая, что предприятие находится «в весьма плачевном положении: колоссальные долги, задержка зарплаты». При этом он обвинил Опалева в организации «совершенно немыслимых схем» по реализации леса. Он также сообщил, что добился увольнения Опалева и проведения полного аудита предприятия, что и стало, по его мнению, причиной подачи иска против него.
Дело было прекращено 10 апреля 2012 года за отсутствием состава преступления.

### Возобновление уголовного дела

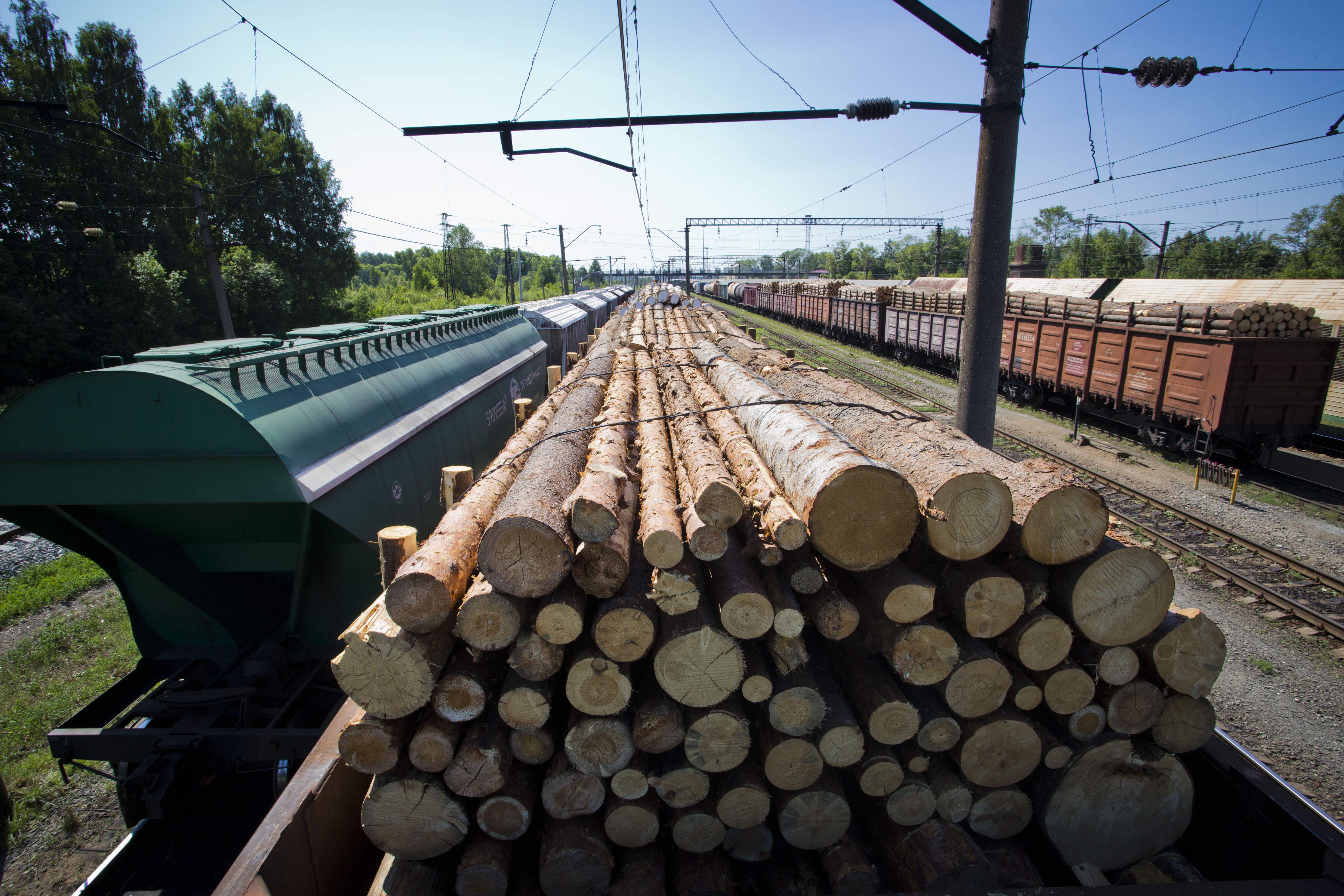
Вагон с древесиной на станции Лянгасово, Кировская область

29 мая 2012 года по распоряжению руководства СК России было отменено постановление о прекращении уголовного дела в отношении Алексея Навального. Данное уголовное дело передано для дальнейшего расследования в следственное управление по Приволжскому федеральному округу.
2 июля 2012 года был опубликован фрагмент переписки Навального, на основании которого был направлен запрос в Генпрокуратуру, а Дума взяла проверку информации под свой контроль. 5 июля 2012 года руководитель Следственного комитета России Александр Бастрыкин, выступая на заседании расширенной коллегии СКР в Петербурге, подверг резкой критике начальника управления СКР по Кировской области за закрытие уголовного дела против Навального, и приказал возобновить дело. Начальнику кировского Следственного управления Бастрыкин дал срок до конца года, чтобы поменять позицию по данному вопросу. В противном случае, предупредил глава СКР, того ждёт увольнение.
31 июля 2012 года Навальному были предъявлены обвинения по ч. 3 ст. 33, ч. 4 ст. 160 УК РФ (организация растраты чужого имущества в особо крупном размере).
В январе 2013 года Главное следственное управление СК России завершило следствие в отношении Навального по делу «Кировлеса». Навальному были предъявлены для ознакомления материалы уголовного дела. После завершения ознакомления дело было направлено в прокуратуру для утверждения обвинительного заключения и передачи в суд.
19 марта 2013 года Следственный комитет передал в Генеральную прокуратуру уголовное дело о хищении в «Кировлесе», и к 20 марта все 29 томов дела были проверены и переданы в суд Ленинского района Кировской области. 25 марта суд начал производство по делу № 1-225/2013.
27 марта Навальный выложил в интернет все финансовые документы предприятия «Вятская лесная компания», через которую, по версии следствия, он организовал хищение 16 миллионов рублей у госпредприятия «Кировлес». Сделано это было для того, чтобы каждый мог ознакомиться с первоисточником. Кроме этого были выложены две экспертизы этих материалов: анализ хозяйственной деятельности ВЛК за 2009 год, которую провёл экономист Александр Хоменко, и общественно-правовая экспертиза, выполненная правозащитной ассоциацией «Агора».

## Судебный процесс

### Производство в суде первой инстанции

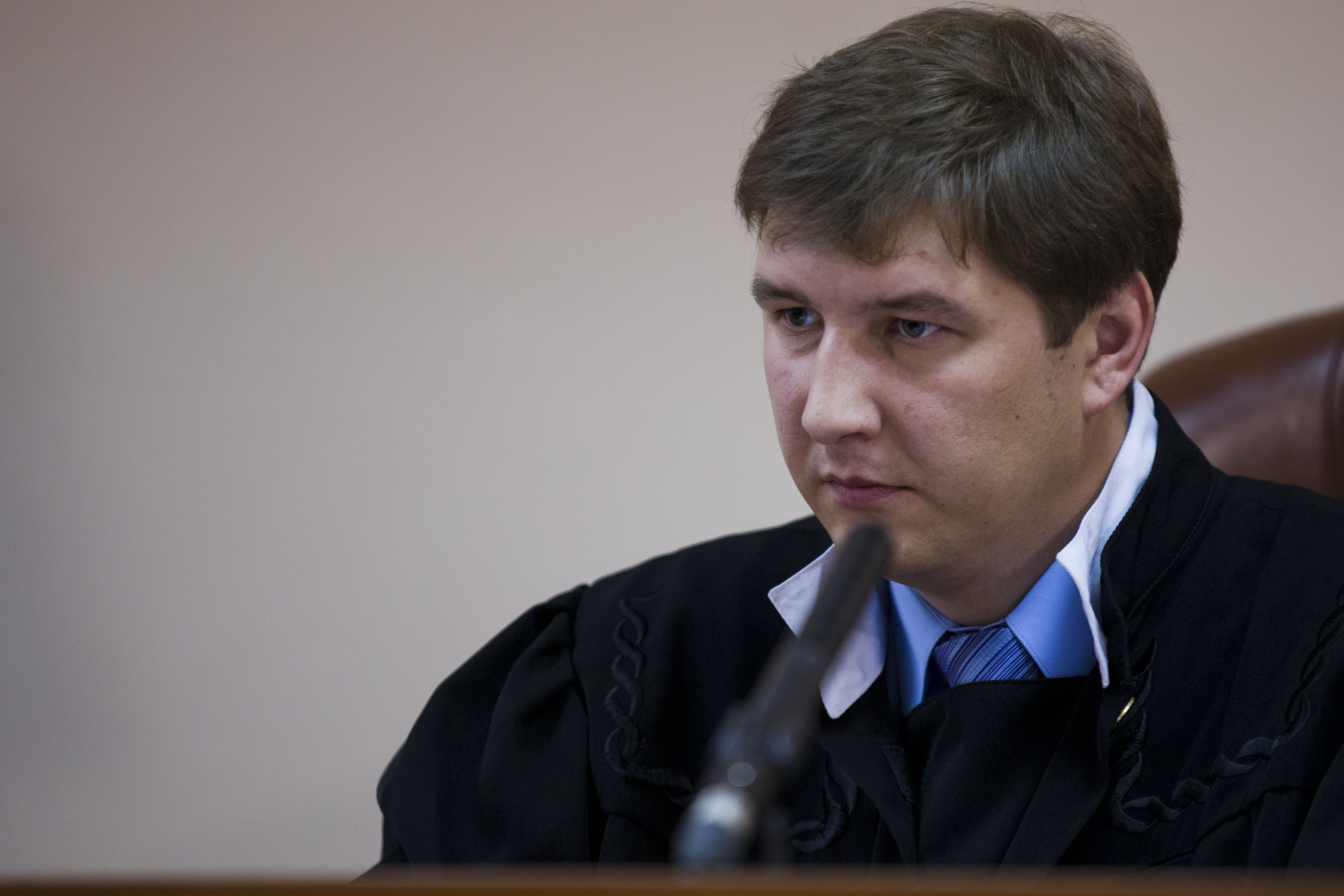
Судья Сергей Блинов

Дело поступило в Ленинский районный суд 25 марта 2013 года, председательствующим по делу был назначен заместитель председателя суда Сергей Блинов, назначенный в этот суд в декабре 2012 года, а до этого с 2006 года работавший в районном суде Куменского района Кировской области. На момент вступления в «дело Кировлеса» судья Блинов имел минимальный опыт рассмотрения дел экономической направленности — два дела по присвоению и растрате. За время работы в Ленинском суде успел вынести 25 приговоров (все обвинительные) и рассмотреть 5 апелляций. Анонимный информатор издания «The New Times» связал назначение судьи с его карьерными перспективами, председатель Ленинского районного суда города Кирова Константин Зайцев эту версию отрицал, сказал что пригласил Блинова на работу до поступления в суд «дела Кировлеса», а поступление дела Блинову обусловлено соображениями распределения нагрузки на судей.
3 апреля стало известно о том, что Ленинский суд Кирова назначил начало слушаний на 17 апреля, параллельно отказавшись от проведения предварительных слушаний. Адвокаты Навального сочли это нарушением ст. 229 УПК РФ.
12 апреля Навальный выложил в своём блоге полный текст обвинительного заключения по делу «Кировлеса» и снабдил текст собственными комментариями, доказывающими, по его мнению, несостоятельность доводов следователей.
17 апреля 2013 года начался судебный процесс по делу, который вёл судья Сергей Блинов. На первом заседании адвокаты обвиняемых подали ходатайство о переносе суда на месяц по причине входа в процесс дополнительного адвоката и необходимости ознакомиться со всеми 29 томами дела. Судья Сергей Блинов перенёс заседание на неделю — до 24 апреля.
25 апреля 2013 года Навальный заявил, что он считает показания свидетеля, бывшего главы «Кировлеса» Вячеслава Опалева, лживыми.
25 апреля 2013 года свидетелем на суде выступила аудитор Татьяна Загоскина, участвовавшая в аудиторской проверке «Кировлеса» в июле 2009 года (согласно аудиторскому отчёту по итогам этой проверки, договор между «Кировлесом» и ВЛК был заранее убыточным для «Кировлеса», в итоге департамент госсобственности Кировской области принял решение о расторжении договора между «Кировлесом» и ВЛК). Выступая на суде, Загоскина заявила, что аудиторы по результатам проверки пришли к выводу, что сотрудничество с ВЛК приносит потери предприятию, поскольку, если ранее «Кировлес» продавал продукцию по более высоким ценам, то, заключив договор с ВЛК, «Кировлес» стал продавать ту же самую продукцию на тех же самых условиях, но по меньшей цене. Она отметила, что это — потери для любого предприятия, поскольку любой посредник оттягивает на себя какую-то долю выручки, прибыли и т. д. Также она сказала, что аудиторская проверка проводилась пять-шесть дней. Навальный задал вопрос Загоскиной, как удалось провести за такой срок проверку предприятия с 4500 работниками и 36 лесхозами. Та ответила, что в рамках аудита проводится не сплошная проверка всей документации предприятия, а выборочная.
Партнёры «Вятской лесной компании» в суде сообщили о том, что не имели претензий ни к Офицерову, ни к Навальному. В суде они заявили, что лес отгружался по рыночным ценам, а давления на них не оказывалось даже при попытке разорвать контракты после возникновения дебиторской задолженности.

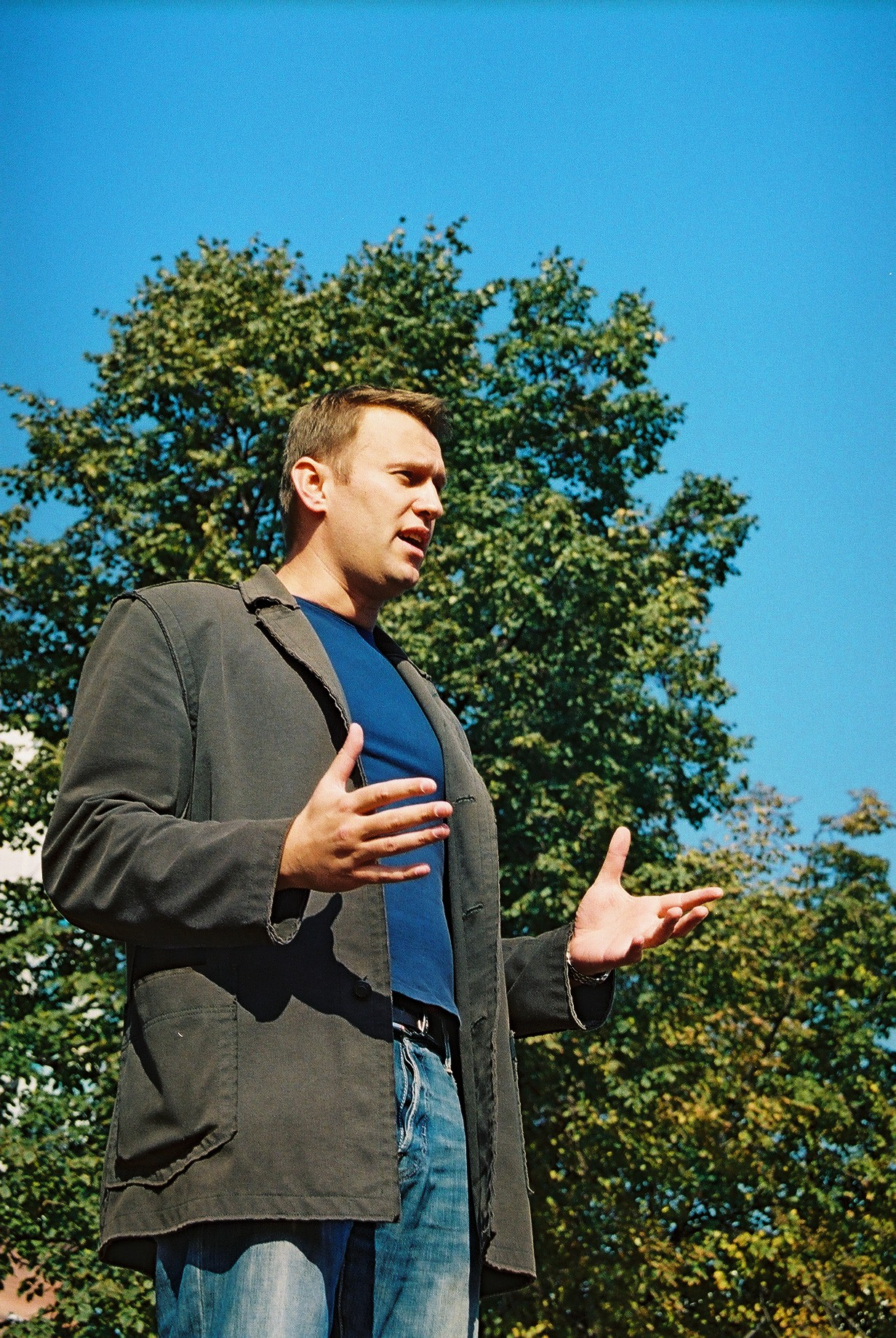
Алексей Навальный

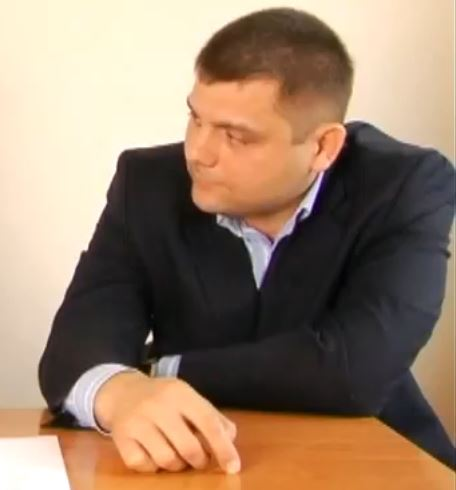
Пётр Офицеров

Объяснить построение уголовного дела против А. Навального попытался экс-советник губернатора Кировской области Андрей Вотинов. На суде отбывающий наказание по обвинению во взятке бывший чиновник заявил, что, как и дело против него самого, «дело Навального» построено на показаниях одного человека — бывшего гендиректора «Кировлеса» Вячеслава Опалева. Он заявил, что у последнего были мотивы вводить в заблуждение правительство Кировской области относительно финансового положения «Кировлеса».
22 мая 2013 года в суде выступил губернатор Кировской области Никита Белых. Он сообщил о том, что деятельность Навального не навредила региону. По его словам, в 2009 году Кировлес уже не мог продолжать свою деятельность из-за долгов в 150—200 млн рублей, а также ряда принципиальных недостатков в экономической политике компании. Белых сообщил о том, что А. Навальный был одним из инициаторов проведения проверки компанией из «большой четвёрки», однако тогда к его предложению не прислушались. Аудит был проведён позже одной из местных компаний, но спустя время он был признан несостоявшимся.
2 июля 2013 года в Ленинском суде города Кирова выступила Мария Гайдар. Её вызвали по инициативе защиты. Мария Гайдар рассказала, что ряд чиновников областной администрации, в том числе Белых, Навальный и она сама, в тот момент жил в правительственной резиденции «Чёрное озеро» под Кировом. Также Мария сообщила о полномочиях советника губернатора — в частности, что он может «давать советы», но не вправе подписывать документы. Допрос Гайдар был неожиданно прерван на 5 минут по решению судьи Сергея Блинова. Он объявил перерыв, не объясняя причин, и вышел из зала суда. Заседание продолжилось после его возвращения. После защиты Гайдар допросила сторона обвинения.
5 июля 2013 года судебное следствие было окончено и суд перешёл к прениям сторон. Сторона обвинения попросила у суда для Навального и Офицерова по 6 и 5 лет общего режима соответственно и по 1 млн рублей штрафа. После подсудимым Навальному и Офицерову дали возможность выступить с последним словом, затем суд удалился для постановления приговора. Оглашение приговора назначено на 18 июля 2013 года с 9 утра.
18 июля 2013 года судья Сергей Блинов приговорил Навального к пяти годам лишения свободы в исправительной колонии общего режима и штрафу в 500 тысяч рублей, Офицерова — к четырём годам колонии и штрафу в 500 тысяч рублей и постановил взять подсудимых под стражу немедленно, до вступления приговора в законную силу.
Оглашение приговора и арест Навального наложились на его участие в избирательной кампании по выборам мэра Москвы, в которой он лишь днём ранее (17 июля) получил статус зарегистрированного кандидата. Начальник избирательного штаба Навального Леонид Волков объявил о том, что в ситуации, когда кандидат лишён возможности вести полноценную агитационную кампанию, он не будет подыгрывать победителю (исполняющему обязанности мэра Собянину) и снимет свою кандидатуру.

### Апелляционное рассмотрение

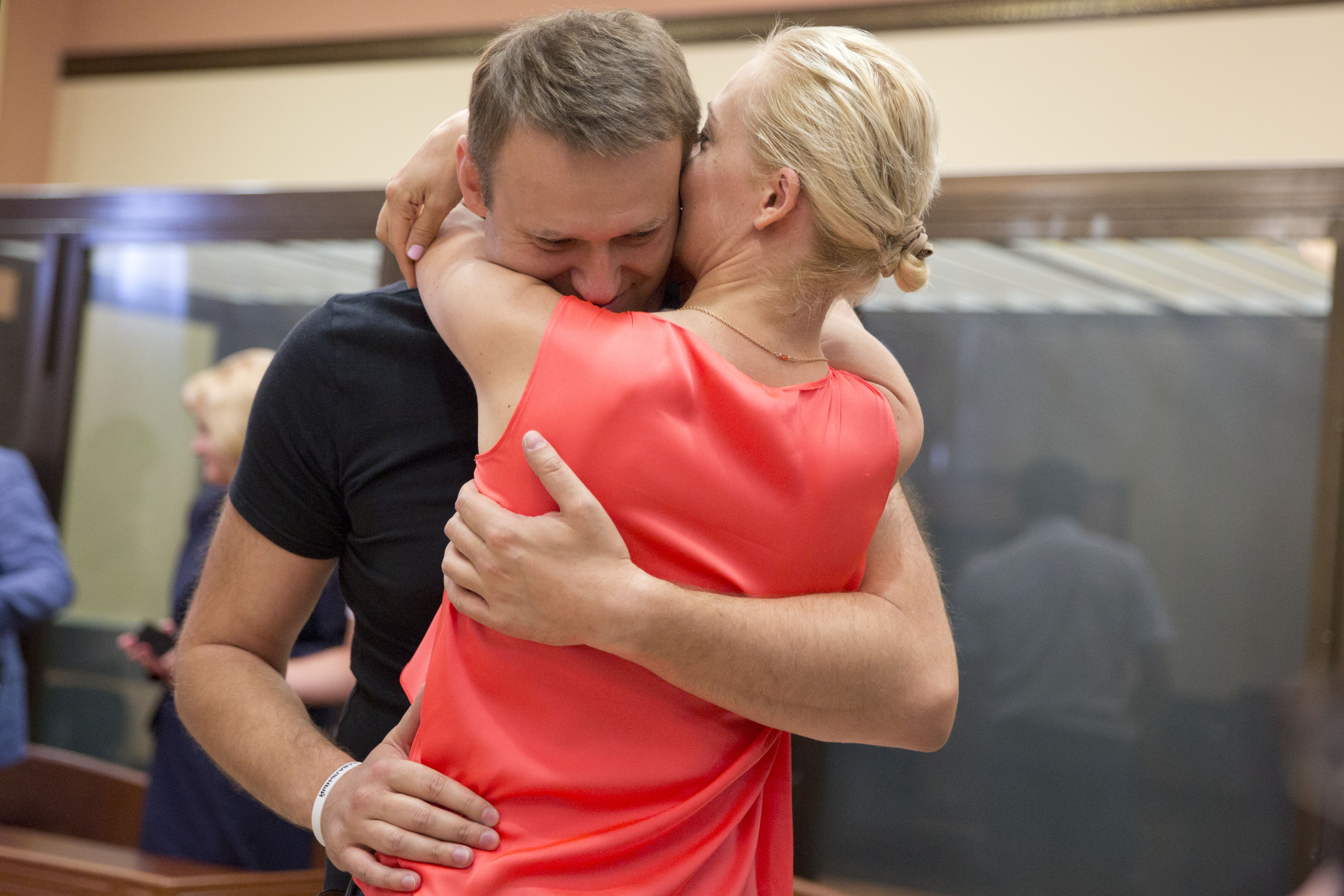
Алексей и Юлия Навальные после освобождения Навального из-под стражи после апелляции прокуратуры

Вечером 18 июля стало известно о жалобе прокуратуры на решение Ленинского районного суда Кирова о взятии осуждённых под стражу сразу после вынесения приговора и назначении рассмотрения этой жалобы уже на утро следующего дня. Обвинение мотивировало свою апелляцию тем, что Навальный зарегистрирован кандидатом на выборах мэра Москвы, «в связи с чем избранная в отношении него мера пресечения препятствует обеспечению равного доступа кандидатов к работе с избирателями». В прессе появились сообщения о том, что некий известный и информированный адвокат (позже выяснилось, что это был Генри Резник) связался с защитниками Навального и рекомендовал им подать такую жалобу, но те отказались, считая её заведомо бесперспективной.
Утром 19 июля 2013 года Кировский областной суд под председательством судьи Игнатия Ембасинова отпустил Навального и Офицерова под подписку о невыезде до вступления в силу приговора по делу «Кировлеса». В ходе своего выступления в суде Навальный попросил суд «проверить личность прокурора Сергея Богданова», предположив, что апелляцию подал двойник прокурора, который 5 июля требовал взять его под стражу в зале суда.
Противоречивые действия представителей прокуратуры и судебных органов 18—19 июля многие СМИ и эксперты-политологи (очевидно, подразумевая несамостоятельность правоохранительных и судебных органов) связывали с «расколом элит» и противостоянием «силового» и «умеренного» крыла, а освобождение Навального под подписку о невыезде — с влиянием исполняющего обязанности мэра Москвы Сергея Собянина, заинтересованного в конкурентных выборах и усилении собственного политического веса не только на городском, но и на федеральном уровне, пресс-служба мэрии это предположение не подтверждает.
Защита обвиняемых подала на обжалование обвинительного приговора Навальному и Офицерову. Адвокат Навального Ольга Михайлова заявила, что сторона защиты планирует обратиться в Европейский суд по правам человека.
Бывший вице-губернатор Кировской области Сергей Карнаухов и председатель профсоюза полиции Татарстана Ярослав Михайлов направили в прокуратуру заявления с целью обжалования решения Кировского облсуда об изменении меры пресечения Навальному и Офицерову. По мнению заявителей, имели место нарушения закона при вынесении этого решения.
16 октября 2013 года Кировский областной суд оставил в силе приговор Навальному и Офицерову по части 3 и 5 статьи 33 и части 4 статьи 160 УК РФ (5 и 4 лет соответственно, штраф 500 тысяч рублей с каждого), но заменил реальное лишение свободы на условное осуждение с испытательным сроком в пять лет.

### Гражданский иск 2015—2017 годов
31 июля 2015 года «Кировлес» выступил с гражданским иском против Навального. Компания требовала возместить ей ущерб в размере 16 165 826 рублей, несмотря на то, что приговором по «делу Кировлеса» было подтверждено, что Навальный и Офицеров уже выплатили компании 14,8 млн рублей. Суд первой инстанции удовлетворил иск «Кировлеса» за один день. На момент февраля 2016 года в Московском городском суде рассматривается апелляция по этому гражданскому иску. 18 июля 2017 года Никулинский районный суд Москвы частично удовлетворил гражданский иск «Кировлеса», обязав Алексея Навального, Петра Офицерова и Вячеслава Опалева выплатить компании 2,1 млн рублей

## Оценка уголовного дела и судебного процесса

### Мнения общественных деятелей и общественная реакция
Бывший министр финансов Алексей Кудрин заявил, что обвинительное заключение подвергает сомнению основы рыночных отношений в России. По его мнению, «то или иное решение суда по делу Навального окажет воздействие на готовность открывать новые и развивать существующие бизнесы, на инвестиционный климат в России, в конце концов». Вопросы у политика вызвало отсутствие экономической экспертизы, которая должна была проанализировать цены на рынке и условия поставки по совершённой гражданско-правовой сделке по поставке и оплате товара. Кудрин также отметил, что «приговор Навальному выглядит не столько наказанием, сколько направлен на изоляцию его от общественной жизни, избирательного процесса», так как в соответствии с законом № 40-ФЗ от 2 мая 2012 года не имеют права быть избранными «осуждённые когда-либо к лишению свободы за совершение тяжких и (или) особо тяжких преступлений».
Михаил Ходорковский заявил, что считает процессы над Навальным политически мотивированными. По его мнению, в честном и справедливом суде такие обвинения оказались бы несостоятельными, и цель этих процессов — запугать и деморализовать оппонентов и политически активных избирателей.
Согласно опросу населения России, проведённому в апреле 2013 года «Левада-Центром», внимательно следили за делом «Кировлеса» 2 % опрошенных, были наслышаны о нём — 18 %, что-то слышали о нём, но не знали, в чём оно состоит — 24 %, впервые слышали о деле «Кировлеса» — 23 %, не знали, кто такой Навальный — 33 %. 29 % тех, которые что-то слышали о деле «Кировлеса», заявили, что дело было организовано, чтобы «запугать А. Навального, заставить его отказаться от расследований коррупции в высших эшелонах власти», 23 % — чтобы «продемонстрировать причастность к коррупции самих инициаторов антикоррупционных разбирательств», 16 % — чтобы «дискредитировать А. Навального в глазах широких слоёв населения», 15 % — чтобы «раскрыть очередной факт коррупции/хищения государственной собственности», 14 % — чтобы «отомстить А. Навальному за его разоблачения», 14 % — чтобы «„повесить“ на А. Навального судимость, которая помешает ему участвовать в выборах в Думу и в президентских выборах», 7 % — чтобы «„обезглавить“ оппозицию», 22 % затруднились с ответом. На вопрос «будет ли суд по делу „Кировлеса“ проходить справедливо, объективно и беспристрастно» 2 % тех, которые что-то слышали о деле «Кировлеса», ответили «да», 23 % — «скорее да», 36 % — «скорее нет», 16 % — определённо нет, 22 % затруднились ответить.
Согласно опросу населения России, проведённому в июне 2013 года «Левада-Центром», внимательно следили делом «Кировлеса» 3 % опрошенных, были наслышаны о нём — 19 %, что-то слышали о нём, но не знали, в чём оно состоит — 29 %, впервые слышали о деле «Кировлеса» — 19 %, не знали, кто такой Навальный — 30 %. 23 % тех, которые что-то слышали о деле «Кировлеса», заявили, что его расследование ведётся «для того, чтобы наказать Навального и его сообщников, виновных в коррупции и хищениях», 44 % — «для того, чтобы „заткнуть рот“ Навальному и его сторонниками, обвиняющих высших государственных чиновников в коррупции», 13 % — «чтобы не дать Навальному выдвинуть свою кандидатуру на выборах мэра Москвы».
Оценка дела Кировлеса вызвало разногласия среди российских политологов. Директор Центра политических исследований Сергей Марков сообщил о том, что не считает процесс политическим. Независимый политолог Дмитрий Орешкин охарактеризовал судебный процесс и приговор Навальному как сведение личных счётов председателя Следственного комитета Александра Бастрыкина, а также сравнил процесс с делом Ходорковского.
По мнению Михаила Делягина, и власть, и оппозиция не рассматривают вопрос законности приговора как таковой, практически никто не может даже представить себе, что решения судов и государства могут основываться на законе, а не на интересах тех или иных групп. Делягин считает, что освобождение Навального 19 июля сделало его лидером правящей бюрократии.

### Мнения российских политиков и чиновников
Согласно заявлению Никиты Белых, у его правительства имелись претензии к деятельности Вячеслава Опалева на посту руководителя «Кировлеса». В частности, по его данным, в 2009 году предприятие сработало с убытком 180 млн рублей, что стало причиной смены руководства в апреле 2010 года. Белых утверждал, что в органы были направлены соответствующие заявления о возбуждении уголовных дел, однако никакой активности проявлено не было. В январе 2011 года на Опалева всё же было возбуждено уголовное дело по обвинению в злоупотреблении полномочиями. Претензии следствия к Навальному по делу «Кировлеса» Никита Белых посчитал необоснованными.
Официальный представитель СК РФ Владимир Маркин заявил о том, что расследование дела «Кировлеса» было ускоренным, так как Навальный «дразнил власть».
25 апреля 2013 года во время Прямой линии президент РФ Владимир Путин указал, что разбирательство по этому уголовному делу будет предельно объективным. Также он заявил, что «обратил на это внимание и Генеральной прокуратуры, и других правоохранительных органов». Журналист The New Times Дмитрий Камышев счёл эти слова лишним подтверждением тому, что решение по этому делу будет не юридическим, а чисто политическим.
Один из основателей партии Яблоко Григорий Явлинский заявил о том, что приговор в отношении Навального и Офицерова является «провокационным и опасным политическим сигналом». Он сообщил о том, что его партия будет «добиваться справедливости в отношении Навального и Офицерова».
30 депутатов Советов депутатов муниципальных округов Москвы, Московской области и Санкт-Петербурга подписали заявление. По их мнению, дело против Навального носит политический характер и расценивается как акт политической расправы над одним из популярных оппозиционных политиков России.
Лидер ЛДПР Владимир Жириновский после вынесения приговора заявил: «Приговор Навальному — прямое предупреждение нашей „пятой колонне“. Это путь для всех, кто связан с Западом и работает против России».
19 июля 2013 пресс-секретарь президента России Дмитрий Песков заявил, что Путин в курсе ситуации с Навальным, но считает, что решения суда нужно не комментировать, а исполнять, а для помилования Навального необходимо, чтобы он признал свою вину.

### Мнения юристов
Журнал «New Times» отмечал, что «юристы в вопросе о „деле Навального“ делятся на три группы: те, кто считает обвинение Навальному обоснованным, те, кто считает, что состав преступления есть, „но какой-то другой“, и те, кто считает, что никакого преступления в действиях, совершённых Навальным, нет».
Би-би-си в редакционной статье заявляет, что, по мнению некоторых юристов, из материалов дела не ясно, как следствию удалось прийти к выводу, что «Вятская лесная компания» (ВЛК) растратила более 16 млн рублей (510 тысяч долларов), принадлежавших «Кировлесу», когда, по документам, ВЛК купила у «Кировлеса» товара на 16,8 млн рублей: 13,7 млн из этой суммы поступили на счета «Кировлеса», а оставшуюся задолженность в 3,1 млн признавали обе стороны.
Научный сотрудник Института проблем правоприменения при Европейском университете в Санкт-Петербурге Мария Шклярук проанализировала обвинительное заключение по данному делу. По её мнению, аргументация обвинения страдает следующими недостатками:
1. Отсутствует аудиторское заключение, где должны быть указаны суммы, на которые договор посчитали убыточным[96].
2. В заключении нет данных о стоимости имущества, а также из него не ясно, перечислила ли «ВЛК» деньги «Кировлесу» за поставку древесины. При этом существуют платёжные ведомости «ВЛК», а следствие не говорит о факте неперечисления денег. Тем самым следствие не имеет права говорить о факте «безвозмездного отчуждения»[96].
3. По факту за стоимость имущества следствие приняло цену, по которой «ВЛК» продавала лес контрагентам. Однако в неё входят налоги, зарплата и стоимость лесопродукции, что не имеет никакого отношения к стоимости древесины самого «Кировлеса». Следствие не предоставило также данных об объёме поставок через «ВЛК», их отношении к общему объёму и анализ цен по остальным поставкам[96].
4. На базе этого обвинительного заключения растратой можно считать любую посредническую деятельность в условиях рыночной экономики[96].

Аналогичная точка зрения была высказана генеральным директором компании «Юридическая служба столицы» Александром Ивановым, подчеркнувшим провозглашение в России свободы заключения коммерческих договоров. В то же время юрист Дмитрий Антонович указывает, что законность посреднической деятельности «ВЛК» вообще не рассматривалась в деле — факт хищения является установленным в силу вступившего в законную силу 24 декабря 2012 года приговора В. Н. Опалеву, вынесенного Ленинским районным судом города Кирова.
По словам адвоката коллегии «Князев и партнёры» Марины Барабановой, в деле «Кировлеса» прокуратура настаивала на том, что лес приобретался по заниженной цене, но в России существует свобода заключения коммерческих договоров. Заявления о хищении обоснованы только в том случае, если покупатель ввёл продавца в заблуждение относительно истинной стоимости товара. В деле «Кировлеса» о чьём-либо заблуждении по поводу стоимости продукции нет ни слова. С учётом того, что «Вятская лесная компания» платила «Кировлесу» за продукцию, квалификация 160-й статьи УК вызывает у эксперта вопросы, ибо по ней требуется доказать наличие у подсудимого умысла на безвозмездность своего деяния.
В то же время ряд юристов полагает, что обвинение в отношении Навального и Офицерова обосновано. Юрист Константин Зиновьев отметил: «Поскольку именно он [Навальный] отдавал указания, фактически обязательные для руководства „ВЛК“ и „Кировлеса“, которые между собой вступали в соответствующие хозяйственные связи, и „ВЛК“ стала своеобразного рода прокладкой для денежных средств, которые перекачивались между „Кировлесом“ и реальными получателями продукции „Кировлеса“. Естественно, вся разница оседала в „Вятской лесной компании“».
Различные оценки юристов получил обвинительный приговор, вынесенный судьёй Блиновым. Адвокат Вадим Клювгант назвал приговор неправосудным. Адвокат Каринна Москаленко высказывает предположение, что судья, включив в приговор не предусмотренные указаниями «неизвестных дирижёров» положение о взятии обвиняемых под стражу в зале суда, умышленно расстроил замысел, предусмотренный «тайным сценарием». В мае 2013 года адвокат Михаил Барщевский заявил, что сторона обвинения допустила процессуальные нарушения, когда зачитывала показания свидетелей вместо опроса самих свидетелей, однако отметил, что судья Блинов ведёт процесс корректно и грамотно.

### Мнения зарубежных политиков
18 июля 2013 года с осуждением приговора Навальному выступили посол США в России Майкл Макфол, верховный представитель Евросоюза по иностранным делам Кэтрин Эштон, а также власти Германии, Франции и Швеции.
В записи, опубликованной в Twitter Майклом Макфолом, говорилось: «Мы глубоко разочарованы осуждением @Navalny и явными политическими мотивами этого судебного процесса».
Внешнеполитическое ведомство Евросоюза, в свою очередь, назвало обвинение Навального в хищениях «необоснованным», заявив, что приговор Навальному «вызывает серьёзные сомнения относительно верховенства права в России».
Представитель правительства ФРГ по связям с Россией Андреас Шокенхофф назвал суд над Навальным «показательным процессом», а приговор — «репрессивными мерами», предпринятыми российскими властями с целью нейтрализации политического оппонента. По мнению Шокенхоффа, процесс над оппозиционером явился результатом политики неприятия российскими властями любых форм политической оппозиции или конкуренции. С осуждением приговора также выступили министр внутренних дел ЕС Сесилия Малстрём и министр иностранных дел Швеции Карл Бильдт.

### Процессуальные особенности
Бывший генеральный директор «Кировлеса» Вячеслав Опалев заключил с прокуратурой досудебное соглашение о сотрудничестве и в декабре 2012 года был приговорён к четырём годам условно. Таким образом, на основании принципа преюдиции вопрос о факте преступления не рассматривался в «деле Кировлеса» по существу, а предопределился предыдущим решением по обвинению В. Н. Опалева.
Юристы считают, что применение принципа преюдиции совместно с упрощённым рассмотрением дел в порядке сделки с правосудием «загоняет обвиняемых в капкан», не давая возможности опровергнуть обвинение по существу. Каринна Москаленко полагает, что такая ситуация противоречит положениям Европейской конвенции по правам человека (статья 6), гарантирующей право на справедливое судебное разбирательство.

## Реакция фондового рынка
18 июля российский фондовый рынок, утром демонстрировавший рост в пределах 0,5 %, после начала оглашения обвинительного приговора Навальному (после 12:25 по московскому времени) начал падение. К 17:50 индекс ММВБ упал на 1,14 %, а по итогам торгов индекс потерял 1,06 %, составив 1416,63 пункта, индекс РТС снизился на 1,16 %, до 1376,96 пункта.
На новость об освобождении Навального и Офицерова под подписку о невыезде российский фондовый рынок отреагировал небольшим снижением.
По итогам всего дня 19 июля фондовый рынок вырос, почти полностью отыграв падение, произошедшее за 18 июля.

## Акции протеста
17 апреля 2013 года в Москве в Новопушкинском сквере состоялся митинг, посвящённый борьбе с давлением на оппозицию. По разным оценкам самих участников митинга, на него собралось от 2 до 5 тысяч человек, тогда как по данным ГУ МВД по Москве, мероприятие посетило до 800 участников. Для государственных СМИ митинг прошёл практически незамеченным.
В связи с вынесением приговора в ряде городов России прошли акции протеста — «народный сход» (несогласованный митинг) на Охотном Ряду в районе Манежной площади в Москве, на Малой Садовой улице в Санкт-Петербурге.
В число других городов, где прошли акции в поддержку Алексея Навального, вошли: Новосибирск (более 200 человек), Воронеж (70 человек), Владимир (7 человек), Томск (30), Казань (40), Иваново (30), Рязань (15), Петрозаводск (80), Вологда (70), Псков (15), Владивосток (4), Магнитогорск (14) и др.

## ЕСПЧ и повторное рассмотрение дела
23 февраля 2016 года Европейский суд по правам человека опубликовал решение, в котором признал, что во время рассмотрения дела «Кировлеса» в 2013 году были нарушены права Навального и Офицерова на справедливое разбирательство и на наказание исключительно на основании закона. При этом ЕСПЧ не признал дело политически мотивированным, как того требовали адвокаты Навального. Суд установил, что Навального и Офицерова судили за деяния, которые невозможно отличить от обычной предпринимательской деятельности, и обязал Россию выплатить им по 8 тысяч евро в качестве возмещения морального вреда и около 71 тысячи евро компенсации судебных издержек (Навальному — чуть больше 48 тысяч евро, а Офицерову — почти 23 тысячи евро).
По этой причине Верховный суд РФ назначил пересмотр дела «Кировлеса» на 16 ноября 2016 года. Решением Верховного суда РФ от 16 ноября 2016 года приговор был отменён, а дело направлено на пересмотр.
8 февраля 2017 года Ленинский районный суд Кирова повторно приговорил Навального и Офицерова к 5 и 4 годам заключения условно. Навальный отметил, что приговор суда дословно повторяет старый, вынесенный в 2013 году, и заявил о планах обжаловать приговор и добиться его отмены в ЕСПЧ и Верховном суде.
В тот же день Европейская служба внешнеполитической деятельности осудила приговор, заявив, что он направлен на исключение оппозиционера из политического процесса в России, что ограничивает политический плюрализм в России и вызывает серьёзные вопросы о справедливости демократических процессов в России. На следующий день МИД Великобритании выразил озабоченность в связи с приговором.
На приговор была подана апелляция в Кировский областной суд. На заседании 15 марта 2017 суд не стал рассматривать жалобу по существу, а вернул дело в районной суд для устранения процессуальных нарушений. На следующем заседании, которое состоялось 3 мая, суд подтвердил вынесенный ранее приговор. Защита Навального вновь подтвердила намерение обжаловать приговор в ЕСПЧ.
21 сентября 2017 года Комитет министров Совета Европы, осуществляющий надзор за исполнением решений ЕСПЧ, принял постановление по жалобе защиты Навального и Офицерова. КМСЕ «выразил серьёзную обеспокоенность» тем, что «новое судебное разбирательство не устраняет или иным образом не предусматривает какого-либо ощутимого возмещения за установленные нарушения». Заявители "по-прежнему страдают от последствий приговоров, которыми они были «произвольно и недобросовестно» осуждены. КМСЕ предложил российским властям срочно использовать дальнейшие пути для устранения этих последствий, в частности, запрета на участие Алексея Навального в выборах.
22 ноября 2017 Навальный сообщил, что 13 ноября подал в ЕСПЧ жалобу на второй приговор.

### ТрансляцииРАПСИиз зала суда
Текстовые и видеотрансляции «Российского агентства правовой и судебной информации (РАПСИ)» из зала суда по делу Кировлеса.
| День процесса                           | Дата           | Текстовая трансляция | Видеотрансляция             |
| --------------------------------------- | -------------- | -------------------- | --------------------------- |
| Первый                                  | 17 апреля 2013 | Онлайн1              | —                           |
| Второй                                  | 24 апреля 2013 | Онлайн2              | Видео2 (3 часа 23 минуты)   |
| Третий                                  | 25 апреля 2013 | Онлайн3              | Видео3 (8 часов 1 минута)   |
| Четвёртый                               | 26 апреля 2013 | Онлайн4              | Видео4 (2 часа 58 минут)    |
| Пятый                                   | 15 мая 2013    | Онлайн5              | Видео5 (4 часа 46 минут)    |
| Шестой                                  | 16 мая 2013    | Онлайн6              | Видео6 (5 часов 18 минут)   |
| Седьмой                                 | 20 мая 2013    | Онлайн7              | Видео7 (4 часа 55 минут)    |
| Восьмой                                 | 21 мая 2013    | Онлайн8              | Видео8 (54 минуты)          |
| Девятый                                 | 22 мая 2013    | Онлайн9              | Видео9 (5 часов 47 минут)   |
| Десятый                                 | 29 мая 2013    | Онлайн10             | Видео10 (3 часа 24 минуты)  |
| Одиннадцатый                            | 30 мая 2013    | Онлайн11             | Видео11 (4 часа 44 минуты)  |
| Двенадцатый                             | 10 июня 2013   | Онлайн12             | Видео12 (4 часа 29 минут)   |
| Тринадцатый                             | 11 июня 2013   | Онлайн13             | Видео13(3 часа 13 минут)    |
| Четырнадцатый                           | 13 июня 2013   | Онлайн14             | Видео14 (30 минут)          |
| Пятнадцатый                             | 17 июня 2013   | Онлайн15             | Видео15 (6 часов 23 минуты) |
| Шестнадцатый                            | 18 июня 2013   | Онлайн16             | Видео16 (5 часов 25 минут)  |
| Семнадцатый                             | 2 июля 2013    | Онлайн17             | Видео17 (4 часа 7 минут)    |
| Восемнадцатый                           | 3 июля 2013    | Онлайн18             | Видео18 (4 часа 44 минуты)  |
| Девятнадцатый                           | 5 июля 2013    | Онлайн19             | Видео19 (4 часа 30 минут)   |
| Оглашение приговора по делу «Кировлеса» | 18 июля 2013   | Онлайн20             | Видео20 (3 часа 9 минут)    |

### Текстовые трансляции Медиазоны повторного рассмотрения дела
- 1-й день
- 2-й день
- 3-й день
- 4-й день
- 5-й день
- 6-й день
- 7-й день
- 8-й день
- 9-й день
- 10-й день
- 11-й день
- 12-й день
- 13-й день
- Приговор